# Saionji Sanekane
Saionji Sanekane (西園寺実兼, 1249 - 1322 ), foi um  Nobre do período Kamakura da História do Japão, foi o 7º líder dos Saionji.

## Vida e carreira
Seu pai era Saionji Kinsuke  e sua mãe era filha de Nakahara Shiasa.
Ingressou na Corte Imperial em 1255 durante o reinado do Imperador Go-Fukakusa. No ano seguinte foi nomeado Chamberlain.
Em 1257 foi nomeado Major no Konoefu (Quartel da Guarda do Palácio), em 1266 foi promovido a Chūnagon.
Com a ascensão do Imperador Go-Uda, filho de Kameyama, em 1260, Go-Fukakusa ficou decepcionado, pois esperava que seu próprio filho o Príncipe Hiroito ascendesse ao trono. Por isso procurou através da intervenção de Sanekane recorrer ao Bakufu e conseguiu fazer com que  Hiroito fosse nomeado príncipe herdeiro. Vem dessa época o costume de alternar o reinado entre a linhagem dos descendentes de Go-Fukakusa (Jimyō-in) e dos descendentes de Kameyama (Daikaku-in).
Em 1267 com a morte de seu pai passa a ocupar concomitantemente ao cargo de Chūnagon o cargo de Kanto Mōshitsugi (embaixador do Shogunato Kamakura na Corte Imperial). 
Em 1271 ainda como Kanto Mōshitsugi tornou-se Dainagon. Em 1289 foi promovido a Naidaijin e em 1291 para Daijō Daijin. Neste momento de ápice em sua carreira era considerado a eminência parda do reinado. Mas a situação parecia difícil e  pediu para se demitir. O vento estava mudando. Viu que, por baixo de um aparente afeto fraternal entre Kameyama e Go-Fukakusa havia uma hostilidade irreconciliável, levando seus seguidores a forjarem intrigas e enredos perigosos.
Os argumentos da linhagem júnior (Daikaku-in) estavam tendo apoio em Kamakura, em parte porque Sanekane começou a mudar sua posição. A razão imediata para a mudança foi a conduta dos conselheiros do Imperador Fushimi (da linhagem Jimyō-in), principalmente de Kyōgoku Tamekane. Este político astuto era um dos favoritos na Corte Imperial e seu conselho era bem recebido por Fushimi. Ele começou a rivalizar com Sanekane, mas fez muitos inimigos, alguns dos quais o acusaram de traição. Sendo verdadeiras ou falsas estas acusações, isso levou o Bakufu a desconfiar da linhagem sênior (Jimyō-in). Sanekane achou prudente ficar de fora da disputa.
Ele entrou para a vida religiosa em 1299 e foi sucedido por seu filho Kinhira, que assumiu as funções de Kanto Moshitsugi. A sucessão esperada do filho de Fushimi ocorreu em 1298 como combinado, e a filha de Kinhira, Yasuko foi enviada para o palácio, para ser a consorte do novo imperador Go-Fushimi.